# Campeonato Mundial de Carregamento de Mulheres

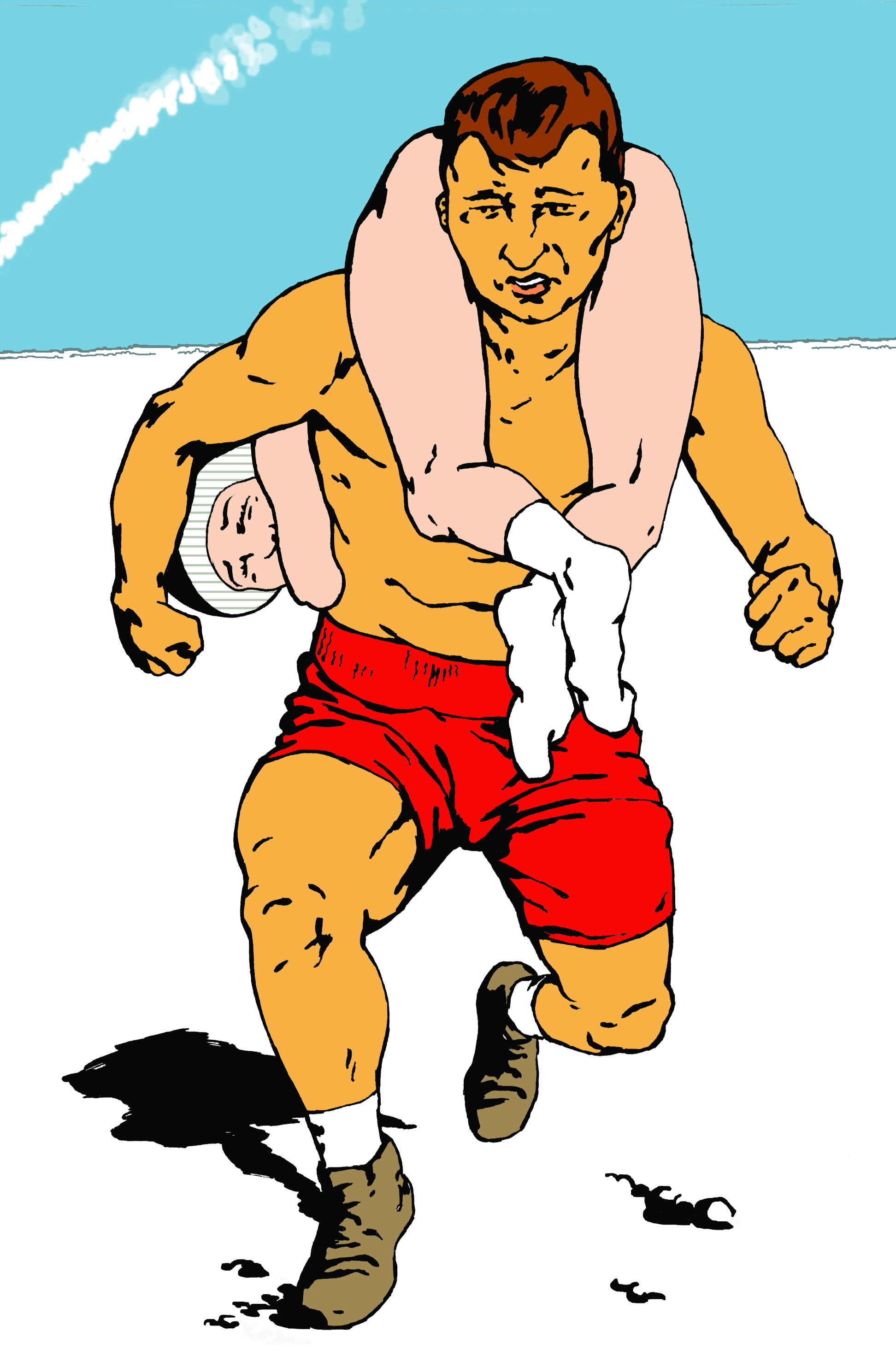
Carregamento de esposas pelo estilo estoniano

Campeonato Mundial de Carregamento de Mulheres ou ainda Campeonato Mundial de Carregamento de Esposas ((em inglês):Wife Carrying World Championships) é uma competição na qual o homem deve carregar uma mulher num percurso de 253,5 metros com obstáculos. Ganha quem fizer o percurso em menos tempo.
Este esporte é realizado anualmente na Finlândia desde 1997. O "casal" vencedor recebe como prêmio o peso da mulher em cerveja.
No ano de 2012, 35 casais de vários países participaram da competição, realizada no pequeno vilarejo de Sonkajarvi, na Finlândia.

## Campeões
- 2013 - Taisto Miettinen e Kristiina Haapanen
- 2012 - Taisto Miettinen e Kristiina Haapanen
- 2011 - Taisto Miettinen e Kristiina Haapanen . Tempo: 1 minuto e 0,73 segundos
- 2010 - Taisto Miettinen e Kristiina Haapanen  Tempo: 1 minuto e 4,9 segundos
- 2009 - Taisto Miettinen e Kristiina Haapanen  Tempo: 1 minuto e 2,9 segundos
- 2008 – Alar Voogla e Kirsti Viltrop .
- 2007 – Madis Uusorg e Inga Klauso .
- 2006 – Margo Uusorg e Sandra Kullas  Tempo: 56,9 segundos.
- 2005 – Margo Uusorg e Egle Soll .
- 2004 – Madis Uusorg e Inga Klauso  Tempo: 2 minutos e 05,3 segundos.
- 2003 – Margo Uusorg e Egle Soll  Tempo: 1 minuto 0,7 segundos.
- 2002 – Meelis Tammre e Anne Zillberberg  Tempo: 1 minuto e 3,8 segundos
- 2001 – Margo Uusorg e Birgit Ullrich  Tempo: 55,6 segundos.
- 2000 – Margo Uusorg e Birgit Ullrich  Tempo: 55,5 segundos. (Record mundial)
- 1999 – Imre Ambos e Annela Ojaste  Tempo: 1 minuto e 4,5 segundos.
- 1998 – Imre Ambos e Annela Ojaste  Tempo: 1 minuto e 9,2 segundos.
- 1997 – Jouni Jussila e Tiina Jussila  Tempo: 1 minuto e 5 segundos.